# Révész Mihály (újságíró)
Révész Mihály, született Reisner Miksa (Kemenesmihályfa, 1884. december 16. – Budapest, 1977. május 18.) magyar újságíró, szerkesztő, történész, szociáldemokrata politikus.

## Tanulmányai
Resner Gyula és Fellner Naca gyermekeként született. Nyolcgyermekes szabómester fiaként lett első generációs értelmiségi. Egyetemi tanulmányait Budapesten és Kolozsvárott végezte, s ott szerzett államtudományi doktorátust. Az MSZDP-nek 1903-ban lett tagja, s részt vett a szocialista diákok első csoportjának munkájában, amelynek szellemi vezetője Szabó Ervin volt. Bekapcsolódott a Jövő Munkásképző Egylet tevékenységébe, ahol társaival együtt segítette az érdeklődő munkásfiatalok oktatását. Ezt a tevékenységet más és más keretekben még hosszú évtizedeken át végezte. Újságírói pályáját Makón kezdte meg, majd 1906-ban lett a Népszava munkatársa. Végigjárta a szerkesztőségi hierarchia grádicsait, előbb szerkesztőségi titkár, utóbb éjszakai szerkesztő, majd rovatvezető lett. Kiváló gyorsíróként ő jegyezte a pártkongresszusok vitáit, s ő rendezte sajtó alá a pártgyűlési jegyzőkönyveket.

## Tudományos és közéleti pályafutása
A történeti tárgyak, s témák iránti fogékonysága hamar megmutatkozott. Először az 1871/72-es úgynevezett hűtlenségi per politikai és jogi környezetét vizsgálta meg önálló publikáció formájában, majd megírta A magyarországi munkásmozgalom története 1867 -1913 című kismonográfiáját. A munka úttörő jelentőségét Szabó Ervin is elismerő sorokkal méltatta. A háborús években – amikor a szerkesztőségek élete általában, s széles körben elnehezedett – sikerült kiadnia az 1890-es pártalakító kongresszus jegyzőkönyvét. Közvetlenül az őszirózsás forradalmat követően megírta az eseményeket summázó tanulmányát, A győzelmes magyar forradalom című brosúráját.
A polgári demokratikus forradalom idején lehetőséget kapott a belügyminisztérium és a rendőrség irattárában való kutatásokra. Akkori gyűjtőmunkája tette lehetővé a későbbi korok kutatói számára az 1914 és 1918 közötti történések részleges rekonstruálását. A Tanácsköztársaság kikiáltása után másfél hónapig vállalta a Kormányzótanács ülései jegyzőkönyvezését. Az „első kommün” bukása után Pozsonyba, majd Bécsbe emigrált. Ott a Garami Ernő által alapított Jövő címen megjelenő orgánumot szerkesztette, s egyidejűleg a Népszava bécsi tudósítójaként is tevékenykedett. A XX. század húszas éveiben tanulmányokat és esszéket írt a kolozsvári Erdélyi Munkásba és annak Naptárába. Remekbe szabott összefoglalókat készített egy-egy év külpolitikai eseményeiről. Budapestre 1924-ben tért haza, s helyét azonnal el is foglalta az MSZDP napilapjának szerkesztőségében. Egy esztendő múltával tagja lett a főváros Törvényhatósági Bizottságának, 1927 és 1933 között ő szerkesztette a párt elmélet folyóiratát, a Szocializmust. Szakmai munkája, s közéleti szerepvállalása mellett folytatta a munkásmozgalom mindennapjait láttató dokumentumok gyűjtését és történetírói munkásságát és összekötő kapocsként működött a párt hivatalos vezetői, s a vele vitázó szocialista emigráció képviselői között. Számos rövidebb lélegzetű írása mellett megjelentette a szociáldemokrata párt történetét az 1890-es megalakulásától 1940-ig láttató, Fél évszázad című monográfiáját, amely azután két alkalommal, legutóbb 1995-ben újabb kiadásokat is megélt. Jelentőséggel bírt a Táncsics Mihály élete és kora című kötete is, amelyet 1942-ben a cenzúra alaposan megcsonkított, míg a munka 1948-as újabb kiadását a nyomdából egyenesen a zúzdába vitték.
Az ellenforradalmi rendszer bukása után, 1945-ben az MTI, illetve a szociáldemokrácia délutáni lapjának, a Világosságnak főszerkesztője. 1945 és 1947 között nemzetgyűlési képviselő. A sajtó világában elfoglalt hangsúlyos pozíciói mellett Klió munkásaként is termékeny éveket tudhatott maga mögött. Ugyancsak ezekben az években készítette elő a párt archívumának felállítását. 1949/50-ben a Munkásmozgalmi Intézet kutatójaként állították félre, majd röviddel ezután nyugdíjba kényszerítették, s „egyúttal brutálisan és szakszerűtlenül” – ÁVH-s asszisztencia igénybevételével – megfosztották gyűjteményének nagy részétől. Az irat- és könyvanyag nála maradt része az 1956-os forradalom idején a harcok tüzében esett martalékul. Révész Mihály élete alkonyáig szakadatlanul folytatta gyűjtőmunkáját. Emlékeit kéttucat kéziratos kötetben foglalta csokorban. Élete utolsó esztendeiben terjedelmes biográfiai interjúsorozat készült vele, amelyben felidézte pályáját, s számos kor- és harcostársának alakját.